# Telmatoscopus pannosus
Telmatoscopus pannosus är en tvåvingeart som beskrevs av Satchell 1955. Telmatoscopus pannosus ingår i släktet Telmatoscopus och familjen fjärilsmyggor.
Artens utbredningsområde är Zambia. Inga underarter finns listade i Catalogue of Life.